# Laelia liliputana
Laelia liliputana é uma espécie rupícola mineira que vegeta sempre a mais de 1500 metros de altitude, em pleno sol e formando pequenas ilhas no meio de campo ralo. Pseudobulbos roliços, periformes e curtos de 1 centímetro de altura, portando uma única folha carnosa, coriácea e claviculade de 2 centímetros de altura. Flor de 1 centímetro de diâmetro, com pétalas e sépalas púrpura claro. Labelo cobrindo totalmente a coluna de cor púrpura mais escuro.
Floresce no verão.